# Maximilian Clavé von Bouhaben
Maximilian Klemens Anton Maria Clavé von Bouhaben (auch: von Clavé-Bouhaben) (* 8. Juli 1814 in Jülich; † 18. Oktober 1882 in Köln) war ein deutscher Rittergutsbesitzer und Parlamentarier.

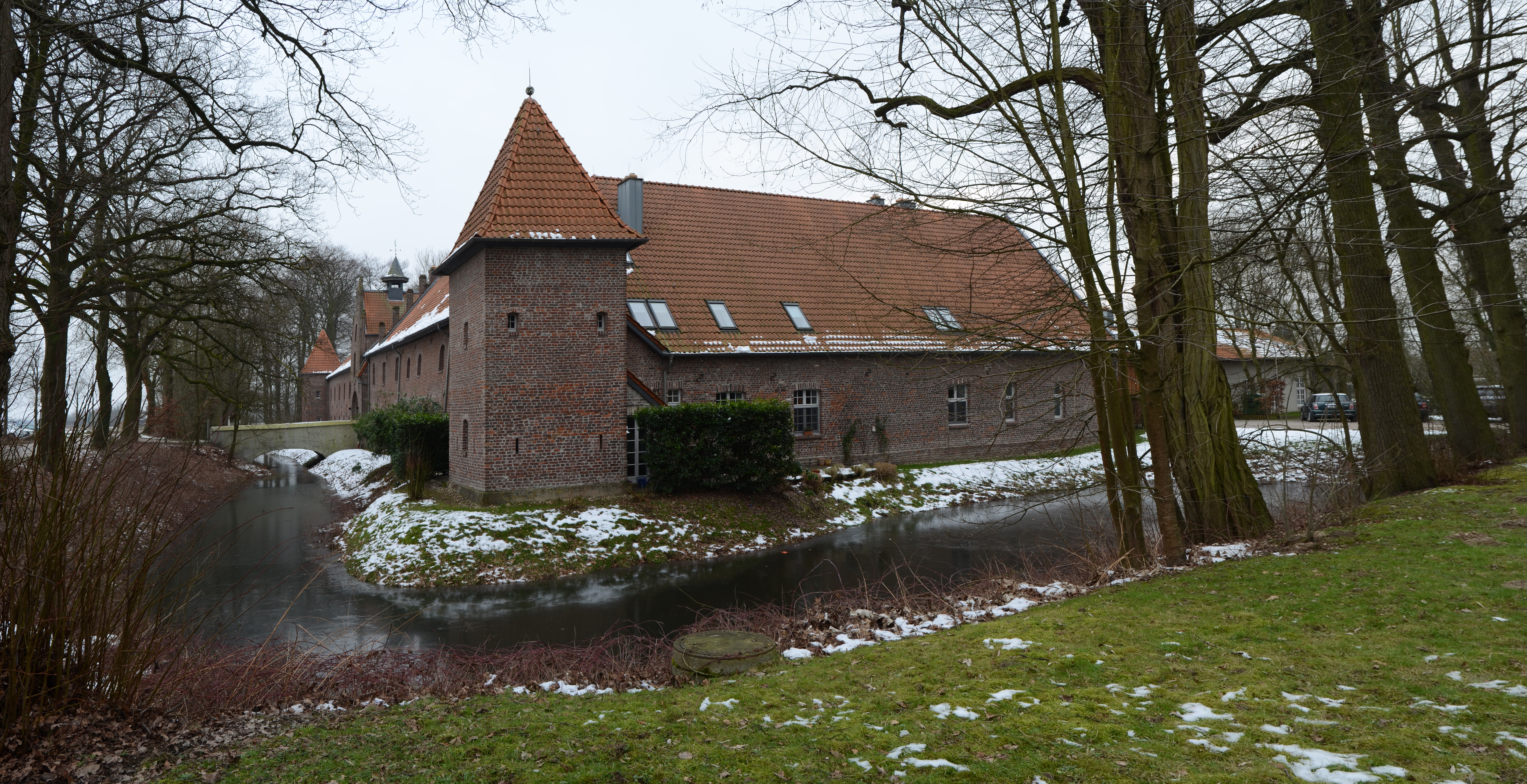
Wasserburg Haus Gastendonk

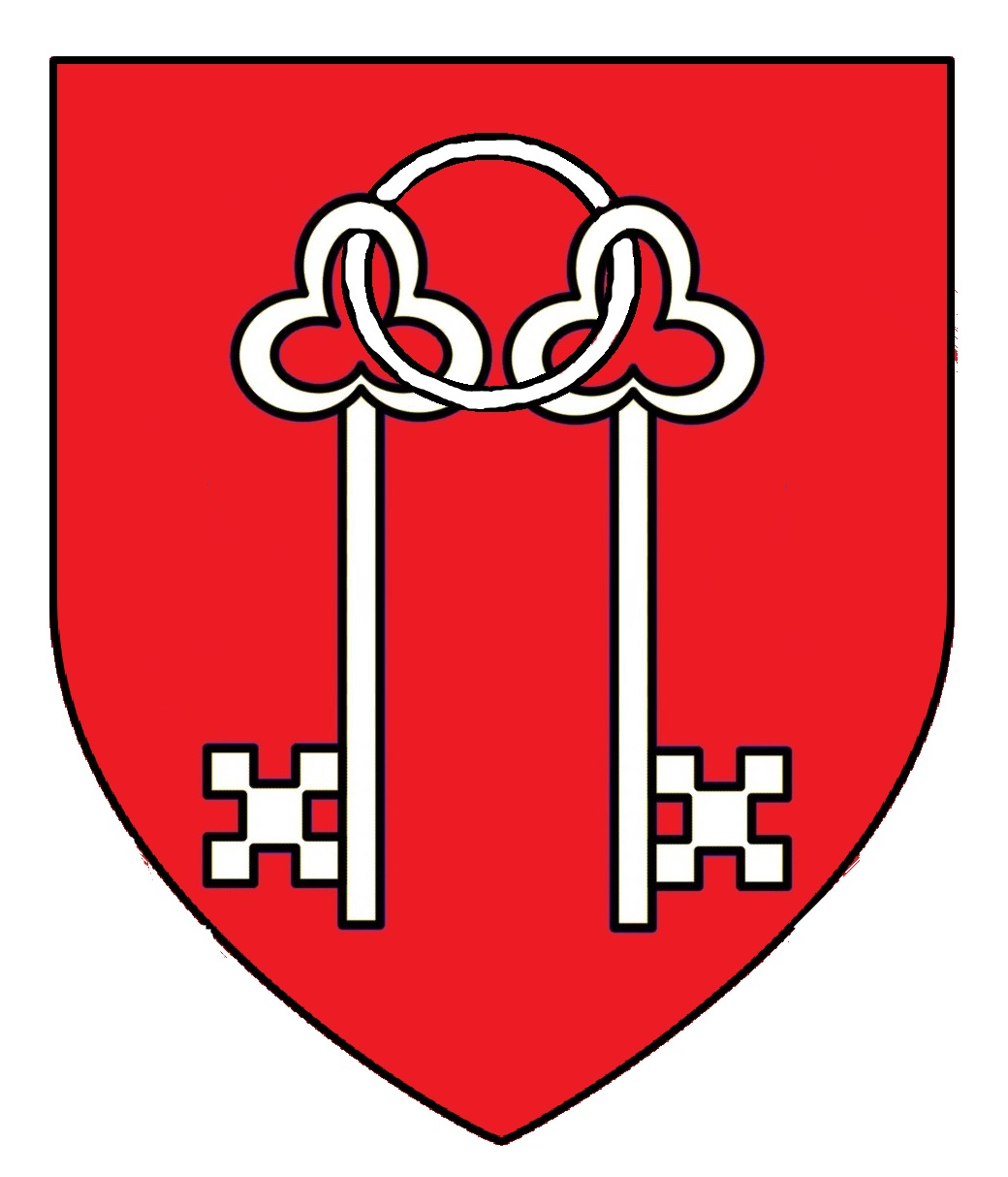
Wappen Clavé von Bouhaben

## Leben
Nach dem Besuch des Gymnasiums in Köln studierte Maximilian Clavé von Bouhaben Rechtswissenschaften und Kameralia an den Universitäten Bonn und Greifswald. 1835 wurde er Mitglied des Corps Rhenania Bonn. Nach Abschluss des Studiums absolvierte er von 1844 bis 1847 bei der Regierung in Köln das Regierungsreferendariat. Er war Gutsbesitzer in Köln später in Gut Gastendonk im Kreis Kempen. Zuletzt lebte er als Rentner in Köln.
Clavé war von 1852 bis 1855 für den Wahlkreis Düsseldorf 7 und von 1855 bis 1858 für den Wahlkreis Düsseldorf 8 Mitglied des Preußischen Abgeordnetenhauses. Er gehörte 1852 zu den Gründern der katholischen Fraktion. Er war Präsident der Armenverwaltung der Stadt Köln und seit 1856 Mitglied des Schutzvorstandes des Gesellenvereins. Des Weiteren betätigte er sich als Kunstsammler. Er heiratete 1842 Huberta Friederike Christiane Sophie Mayer (1821–1845) und nach deren Tod 1848 Franziska Ciolina-Zanoli (1826–1893). Die Kunstsammlung, die zumindest teilweise von seinem zweiten Schwiegervater Franz Anton Zanoli an ihn gekommen war, wurde nach dem Tod seiner zweiten Frau 1894 bei Lempertz versteigert.